# Vercoiran
Vercoiran este o comună în departamentul Drôme din sud-estul Franței. În anul 2009 avea o populație de 125 de locuitori.

## Evoluția populației
| An        | 1975 | 1982 | 1990 | 1999 | 2006 | 2009 |
| --------- | ---- | ---- | ---- | ---- | ---- | ---- |
| Populație | 98   | 112  | 129  | 115  | 123  | 125  |